# Öre, Nordmalings kommun
Öre är en by, som mellan 2015 och 2020 klassades som en småort, i Nordmalings distrikt (Nordmalings socken) i Nordmalings kommun, Västerbottens län (Ångermanland). Byn ligger på västra sidan av Öreälven vid Länsväg 568, nära vägskälet där denna väg ansluter till Länsväg 514 mellan Håknäs och Hörnefors, fyra kilometer söder om Europaväg 4 och cirka 14 kilometer österut från tätorten Nordmaling.